# 有限投票制
有限投票制（Limited vote，LV），為複數選區中限制選民圈選少於應選名額的投票制度，一般指「限制連記制」（本條目指至少兩個），特例則是「單記不可讓渡投票制」（本條目未詳述）。

## 投票方式
假設規定可連記2人，該選區應選名額3人，選票圈選如下：
| 甲 | A党 |   |
| 乙 | B党 |   |
| 丙 | C党 | ◎ |
| 丁 | C党 | ◎ |
| 戊 | C党 |   |

## 採用國家
過去
中華民國修憲前的監察委員間接選舉也是採用有限投票制。
現在
- 西班牙參議院自1978年以來的現行選舉採用之，以反映地方議會在國會中的代表。（應選4位，選民可投3位）
- 直布羅陀的合資格選民在當地的議會選舉可投票給十名候選人。由於直布羅陀地方細小，議會全部17個席位都屬於一個覆蓋全直布羅陀的選區。